# Arnold Theopold
Arnold Theopold (* 25. April 1884 in Blomberg (Ostwestfalen-Lippe); † 16. April 1959 in Detmold) war ein deutscher Landgerichtspräsident und Staatsrat im Landespräsidium Lippe.

## Leben
Arnold Theopold war ein Sohn des Brennereibesitzers Arnold Rudolf Lorenz Theopold (1839–1917) und dessen Ehefrau Marie Brockhausen (1848–1908 Pfarrerstochter).
Nach dem Abitur am Gymnasium Höxter absolvierte er ein Studium der Rechtswissenschaften an der Ruprecht-Karls-Universität Heidelberg und der Justus-Liebig-Universität Gießen und wurde 1910 Referendar in der lippischen Verwaltung. Er musste Kriegsdienst leisten und war zuletzt als Leutnant eingesetzt.
Zum 1. April 1918 wurde er zum Amtsrichter ernannt und war vom 1. April 1919 an beim Amtsgericht Alverdissen und später beim Amtsgericht Detmold tätig.
Von 1922 an hatte er als Mitglied der Deutschen Volkspartei ein Mandat für den Lippischen Landtag.
Theopold wechselte zur Christlich-Nationalen Bauern- und Landvolkpartei und war bei der Reichstagswahl 1928 einer ihrer Kandidaten (Reichswahlvorschlag Nr. 15).
Von 1929 bis 1933 gehörte er dem Landespräsidium Lippe an, das von Heinrich Drake geführt und dessen Politik von Theopold unterstützt wurde.
Nach der NS-Machtübernahme im Jahre 1933 verlor er sein Richteramt in Detmold und wurde im Oktober 1933 nach den Bestimmungen des Gesetzes zur Wiederherstellung des Berufsbeamtentums aus dem Staatsdienst entlassen.
Erst Anfang der 1940er Jahre fand er in Brandenburg eine Beschäftigung als Anwalt und wurde 1945 nach der Befreiung vom NS-Regime mit der Leitung des Landgerichts Cottbus beauftragt. Er wurde Mitglied der Liberal-Demokratischen Partei Deutschlands
Da er sich mit der gelenkten Justiz in der sog. Ostzone nicht abfinden konnte, nahm er wieder eine Tätigkeit als Anwalt auf. Diese währte jedoch nicht lange, denn er floh in den Westen, um der drohenden Verhaftung zu entgehen.